# 蕭韓家奴 (休堅)
萧韩家奴（975年—1046年），字休坚，辽朝契丹涅刺部人，中书令萧安抟的孙子。
萧韩家奴自幼好学，少年时入南山读书，博览经史，通晓契丹文、汉文，统和十四年（996年）为官，统和二十八年，任右通进、典南京栗园，辽兴宗即位后，同知三司使事。重熙四年（1035年）转任天成军节度使、彰愍宫使，后为翰林都林牙兼修国史、归德军节度使。
萧韩家奴清正俭洁，善诗文，辽兴宗命为诗友，作《四时逸乐赋》。萧韩家奴言治道之要，力谏“节盘游、简驿传、薄赋敛、戒奢侈”，说以辽穆宗为贤主，讽谏辽兴宗：“穆宗虽暴虐，省徭薄赋，人乐其生。终穆宗之世，无罪被诛，未有过今日秋山伤死者。臣故以穆宗为贤。”
萧韩家奴为翰林都林牙，兼修国史和起居注官。重熙十三年（1044年）上疏皇帝请按“唐高祖创立先庙，尊四世为帝”之例，追尊祖先名号，辽兴宗于重熙二十一年（1052年）“追尊太祖之祖为简献皇帝，庙号玄祖，祖妣为简献皇后；太祖之考为宣简皇帝，庙号德祖，妣为宣简皇后”。乾统三年（1103年），天祚帝“尊太祖之高祖曰昭烈皇帝，庙号肃祖，妣曰昭烈皇后；曾祖曰庄敬皇帝，庙号懿祖，妣曰庄敬皇后”。
萧韩家奴将辽兴宗射猎于秋山，侍从数十人被熊虎伤死的事情写在史书上，兴宗命他删去，萧韩家奴坚持如实记录。皇帝最后说：“史笔当如是。”
1044年六月，萧韩家奴与耶律古欲、耶律庶成等编纂实录20卷，称《遥辇至重熙以来事迹》，又称《辽国上世事迹及诸帝实录》、《先朝事迹》。加上辽圣宗室昉、邢抱朴编纂《统和实录》，辽道宗耶律孟简编录耶律曷鲁、耶律屋质和耶律休哥《三人行事》，天祚帝耶律俨编纂《皇朝实录》70卷，即辽朝的国史资料。
1046年，萧韩家奴又奉诏纂修《礼典》3卷，将《通历》、《贞观政要》和《五代史》等翻译成契丹文。有诗文集《六义集》12卷，今佚。年老时，拜归德军节度使。《辽史》收录《答制问》（重熙四年）《请追崇四祖为皇帝疏》（重熙十三年）两篇文章。

## 延伸阅读
[在维基数据编辑]
 《遼史/卷103》，出自脱脱《遼史》